# Edmund Spenser
Edmund Spenser (1552-1599) és un dels poetes del cànon anglès, conegut sobretot per la seva obra The Fairy Queen en honor d'Elisabet I d'Anglaterra. Personatge de cort, destaca per la innovació mètrica, recollint l'herència de Petrarca i adaptant-la a la poesia anglesa (amb una estrofa anomenada Spenserian stanza en honor seu).

## Obres més destacades
- The Shepheardes Calender
- The Faerie Queene
- Complaints
- Amoretti
- Epithalamion